# Nure-onna

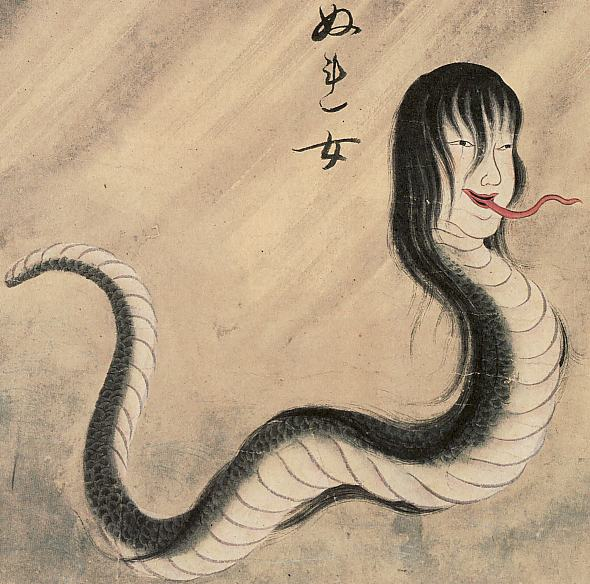
Representação da Nure-onna (Sawaki Suushi's Hyakkai-Zukan)

No folclore japonês, o Nure-onna (濡女?, lit. "mulher molhada") é um yōkai que se assemelha a uma serpente, possuindo cabeça de mulher e o corpo de uma cobra. Sua aparência varia de história para história. Ela é descrita como tendo 300m de comprimento e possuindo olhos como os das serpentes, longas garras (quando é descrita com a parte de cima humana), presas e longos cabelos negros. Ela é comumente retratada lavando seus cabelos na margem de rios ou lagos.
O propósito da Nure-onna é desconhecido. Em algumas histórias, têm-se ela como sendo uma criatura monstruosa, tendo poder suficiente para derrubar árvores com sua calda e alimentar-se de seres humanos. Em outras, dizem que ela só está a querer lavar seus cabelos tranquilamente, e reage violentamente contra aqueles que a incomodem.